# 어덜트 팝 에어플레이
어덜트 팝 에어플레이(Adult Pop Airplay, 이전 명칭: Adult Pop Songs, Adult Top 40) 차트는 《빌보드》 잡지에서 매주 발행되며, 닐슨 브로드캐스트 데이터 시스템즈(Nielsen Broadcast Data Systems)가 측정한 라디오 방송 횟수를 기준으로 "가장 인기 있는 어덜트 톱 40" 곡을 순위로 매긴다.
이 포맷은 하드 록, 힙합, 또는 부드러운 어덜트 컨템포러리 음악에는 관심이 없는 성인 청취자를 대상으로 한 장르이다. 해당 포맷의 주요 장르는 부드럽고 에너제틱한 어덜트 컨템포러리 음악, 어덜트 얼터너티브 록, 성인 지향 팝 음악을 혼합한 것이다. 이 차트는 발라드 중심의 곡이 더 많이 재생되는 어덜트 컨템포러리(Adult Contemporary) 차트와 혼동해서는 안 된다. 현재 이 차트의 1위 곡은 알렉스 워런의 〈Ordinary〉이다.